# Água Clara
Água Clara – miasto i gmina w Brazylii, w stanie Mato Grosso do Sul.